# Muscisaxicola griseus
A Muscisaxicola griseus a madarak (Aves) osztályának verébalakúak (Passeriformes) rendjébe és a királygébicsfélék (Tyrannidae) családjába tartozó faj.

## Rendszerezése
A fajt William Jardine lengyel zoológus írta le 1884-ben, Muscisaxicola grisea néven. Szerepelt a Muscisaxicola alpinus alfajaként Muscisaxicola alpinus grisea néven.

## Előfordulása
Dél-Amerika nyugati részén, az Andokban, Bolívia és Peru területén honos. Természetes élőhelyei a  szubtrópusi és trópusi magaslati gyepek. Állandó, nem vonuló faj.

## Megjelenése
Testhossza 19 centiméter.

## Természetvédelmi helyzete
Az elterjedési területe nagyon nagy, egyedszáma pedig stabil. A Természetvédelmi Világszövetség Vörös listáján nem fenyegetett fajként szerepel.